# Bitwa pod Brwinowem
Bitwa pod Brwinowem – bitwa stoczona 12 września 1939 w czasie kampanii wrześniowej pomiędzy oddziałami 36 pułku piechoty Legii Akademickiej wchodzącej w skład 28 Dywizji Piechoty z Armii „Łódź” a 4 Dywizją Pancerną ze składu 10 Armii niemieckiej. Po ciężkich walkach trwających cały dzień, oddziały 36 pułku piechoty Legii Akademickiej zostały wycofane do Puszczy Kampinoskiej. W rezultacie bitwy marsz oddziałów niemieckich na Warszawę został spowolniony.

## Przed bitwą
W rezultacie ofensywy niemieckiej na Warszawę do jednych z głównych zadań 36 pułku piechoty Legii Akademickiej należało utorowanie drogi na Warszawę dla 28 Dywizji Piechoty. Plan zakładał, że w razie niepowodzenia 36 pp. ma zostać wycofany do Puszczy Kampinoskiej, a następnie do Modlina.

## Bitwa
O godzinie 5 rano 12 września 1 kompania z 36 pp została ostrzelana w okolicach dworca przez niemiecki patrol motocyklowy. Przy wsparciu 2 i 3 kompanii opanowany został dworzec w Brwinowie. Pod naciskiem polskich oddziałów żołnierze niemieccy wycofali się w rejon Otrębus. Na skutek rozpoznania oddziałów niemieckich umiejscowionych w Otrębusach, Parzniewie i Helenowie dowódca Karol Ziemski wydał rozkaz przeprowadzenia ataków batalionami miejsc stacjonowania wroga.
Około 9 I batalion ze składu 36 pp pomimo silnego ostrzału z broni maszynowej nieprzyjaciela zajął Otrębusy. W międzyczasie w Pruszkowie skoncentrowany został oddział czołgów z 4 Dywizji Pancernej. II batalionowi z 36 pp pod silnym ostrzałem udało się zdobyć zachodnie zabudowania Parzniewa.
Około 12 płk Ziemski wydał rozkaz, aby II batalion pozostał na zajmowanym stanowisku, a I batalion uderzył na Helenów. Zadanie dla I batalionu okazało się niewykonalne ze względu na intensywny ostrzał z broni maszynowej i moździerzy, przy czym batalion został zmuszony przez wroga do wycofania się w rejon stacji kolejowej w Brwinowie.
Około 13 do walki wkroczyły świeże oddziały 4 Dywizji Pancernej od strony Helenowa wsparte częścią oddziałów 31 Dywizji Piechoty idącej od południa. W trudnej sytuacji znalazł się II batalion pozbawiony łączności oraz posiadający niewielką ilość amunicji. Pomimo ciężkiej sytuacji płk Ziemski kolejny raz wydał rozkaz (na piśmie), aby utrzymywać pozycje.
Kolejne natarcie niemieckie zostało przeprowadzone o 15.30. Siły zostały jednak powstrzymane dzięki wzmocnieniu I batalionu przez żołnierzy 28 Dywizji Piechoty. O 17.30 oddziały niemieckie w wyniku strat zaprzestały natarcia. II batalion jako zwarta jednostka przestał istnieć, a do walk we wschodniej części Brwinowa włączony został III batalion ze składu 36 pp. znajdujący się do tej pory w rezerwie.
W wyniku poniesionych strat w ludziach i sprzęcie zadecydowano o wycofaniu 36 pp. z rejonu Brwinowa. O 21.30 zniszczono ciężki sprzęt i działa, a wieczorem o 22.45 wykrwawiony pułk wycofał się na Błonie i dalej do Puszczy Kampinoskiej.

## Po bitwie
Bitwa pod Brwinowem była częścią działań 28 Dywizji Piechoty, w której skład wchodził 36 pułk piechoty Legii Akademickiej. Działania w Brwinowie były epizodem wycofującej się w kierunku Warszawy Armii „Łódź”. Pomimo przegranej 36 pułk piechoty Legii Akademickiej skutecznie spowolnił oddziały niemieckie idące na Warszawę.
W 1940 decyzją Głównego Zarządu PCK przeprowadzono ekshumację żołnierzy poległych podczas bitwy z 1939. Podczas ekshumacji okazało się, że wielu poległych nie posiada nieśmiertelników i wielu ofiar nie zidentyfikowano do dziś. Pochowani są w zbiorowych mogiłach z napisem N.N.

## Galeria

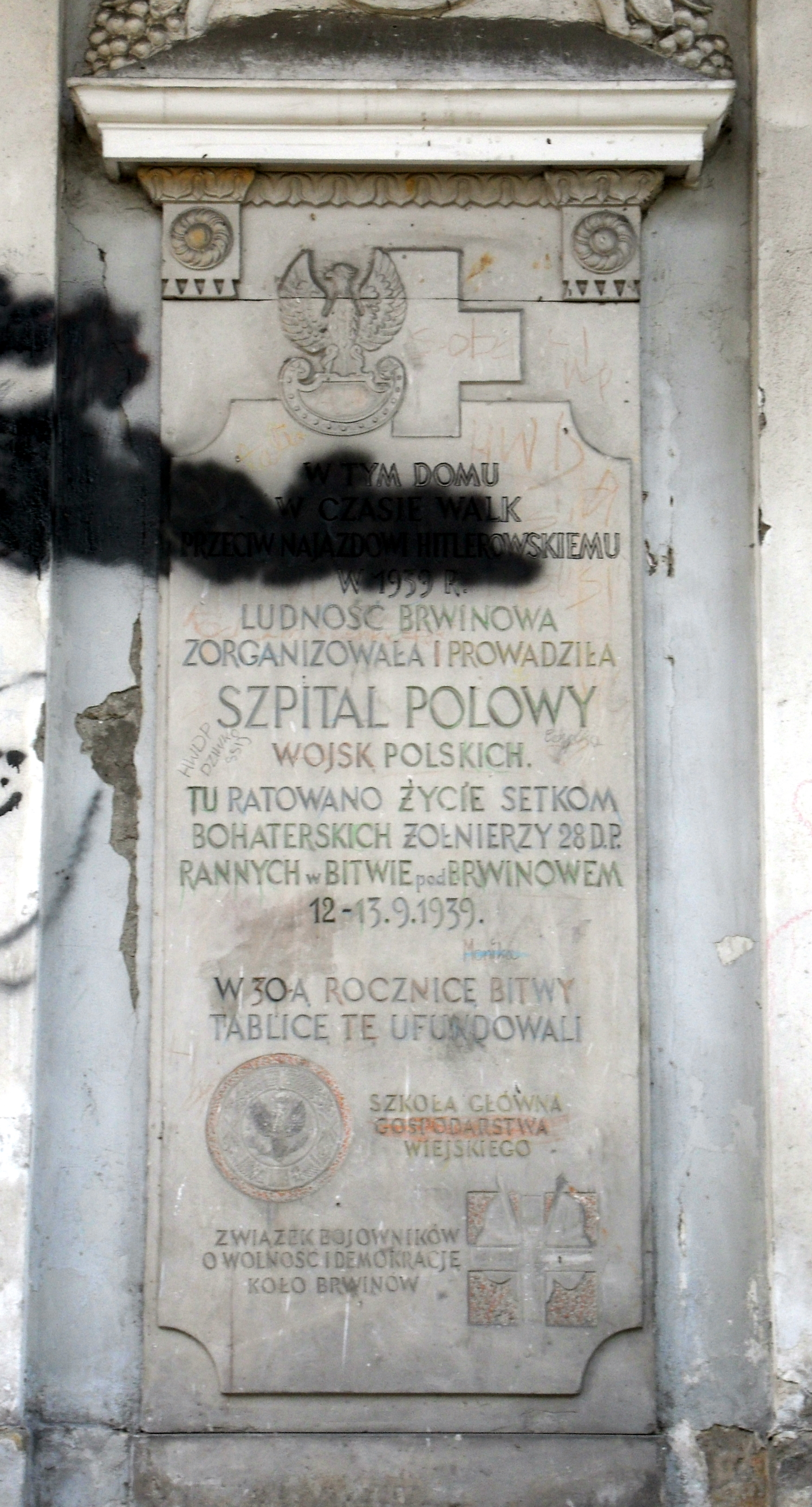
Tablica przy wejściu do Pałacu Wierusz-Kowalskich w Brwinowie, w którym po bitwie zorganizowano szpital polowy
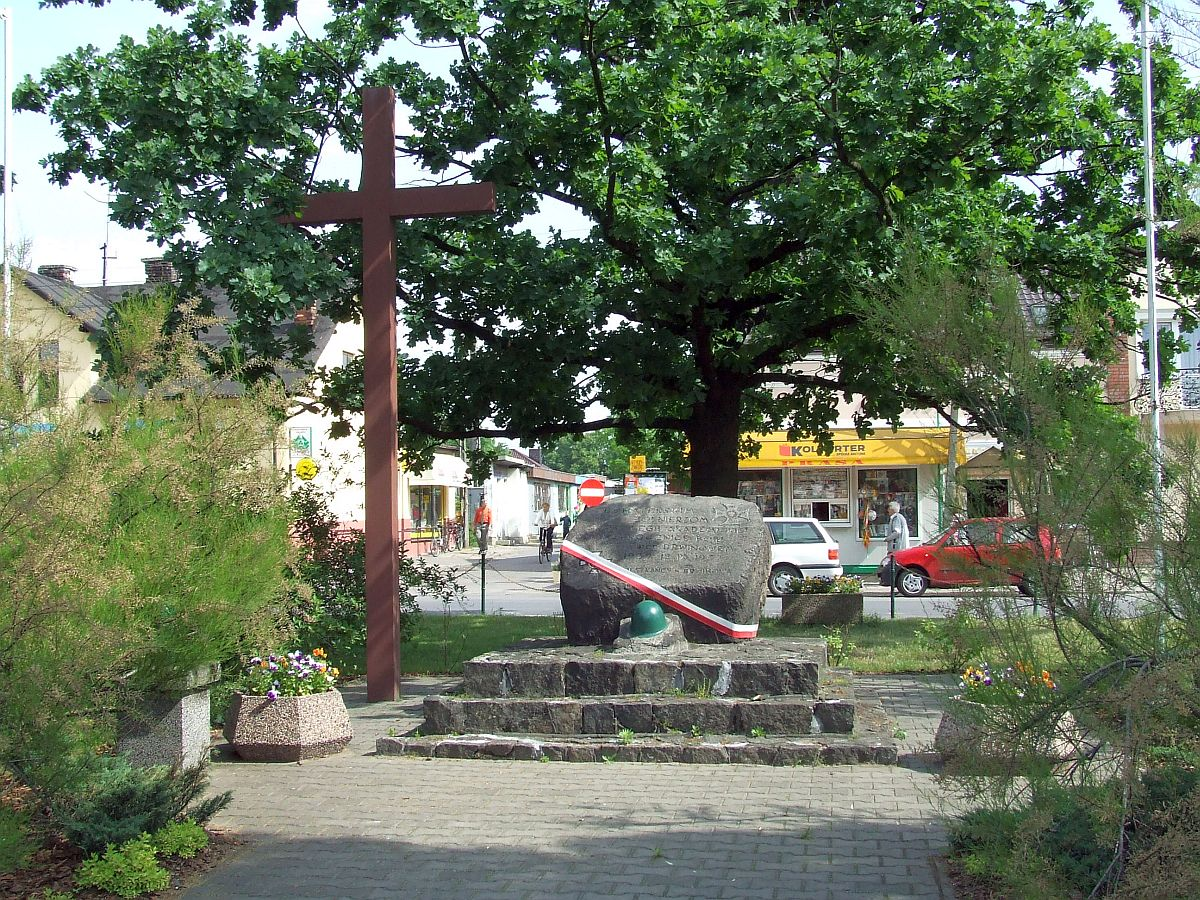
Pomnik upamiętniający bitwę pod Brwinowem
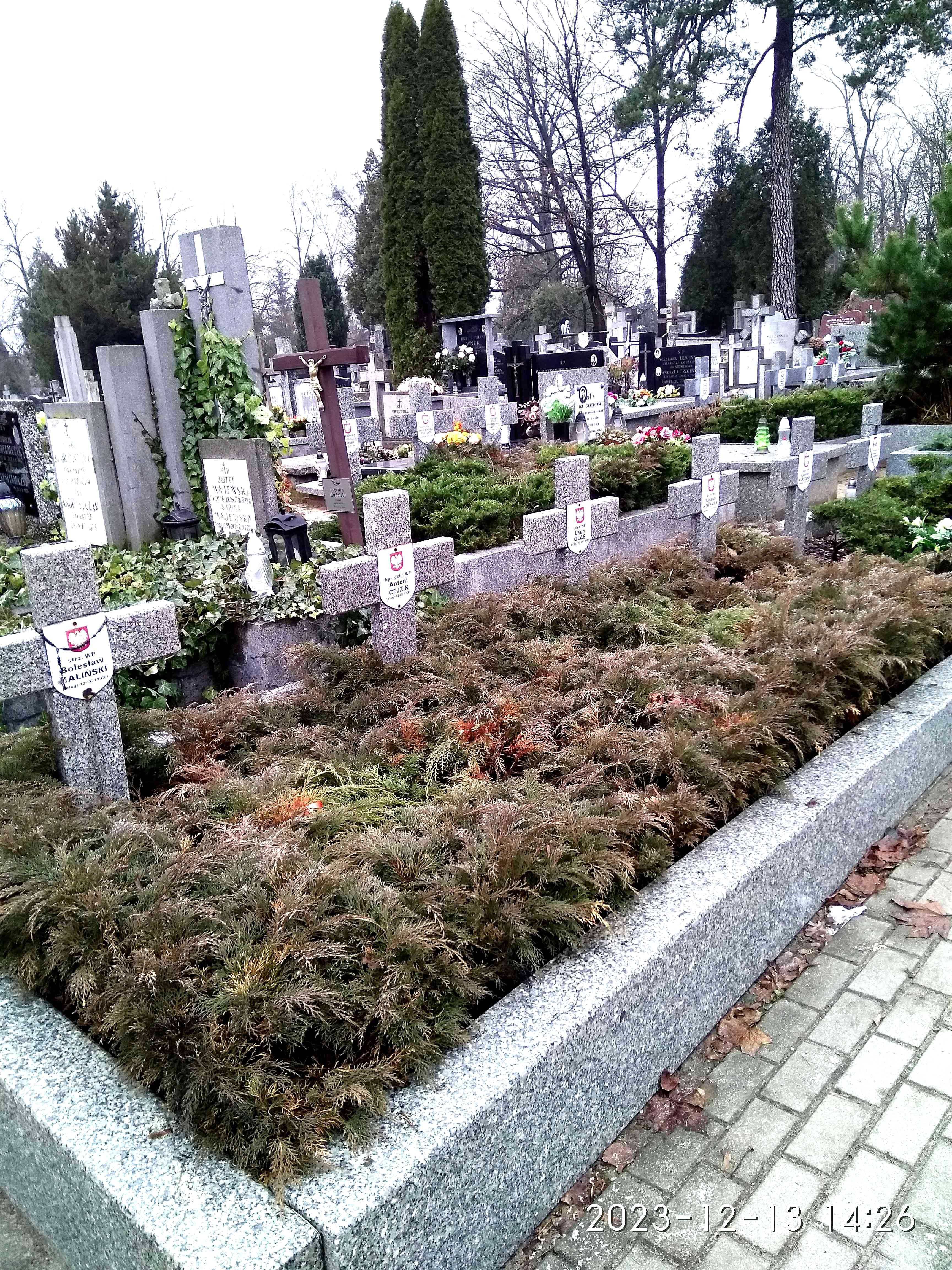
Kwatera żołnierzy Legii Akademickiej Wojska Polskiego poległych w bitwie – Cmentarz w Brwinowie